# Dodrubchen-Kloster
| Tibetische Bezeichnung                                          |
| --------------------------------------------------------------- |
| Tibetische Schrift: རྡོ་གྲུབ་ཆེན་དགོན་པ་ རྡོ་གྲུབ་དགོན་པ་                  |
| Wylie-Transliteration: rdo grub chen dgon pa rdo grub dgon pa   |
| Offizielle Transkription der VRCh: Dozhubqên Goin Dozhub Goinba |
| THDL-Transkription: Dodrupchen Gönpa Dodrup Gönpa               |
| Andere Schreibweisen: Dodrubchen, Dodrub, Dodrub Chode          |
| Chinesische Bezeichnung                                         |
| Vereinfacht: 多智钦寺、智钦寺、知钦寺                           |
| Pinyin:Duōzhìqīn Sì, Zhìqīn Sì, Zhīqīn Sì                       |

Das Dodrubchen-Kloster bzw. Drubchen-Kloster oder Dodrub-Kloster usw. ist ein Kloster der Nyingma-Schule des tibetischen Buddhismus im Kreis Baima (Pema) von Golog in der nordwestchinesischen Provinz Qinghai.

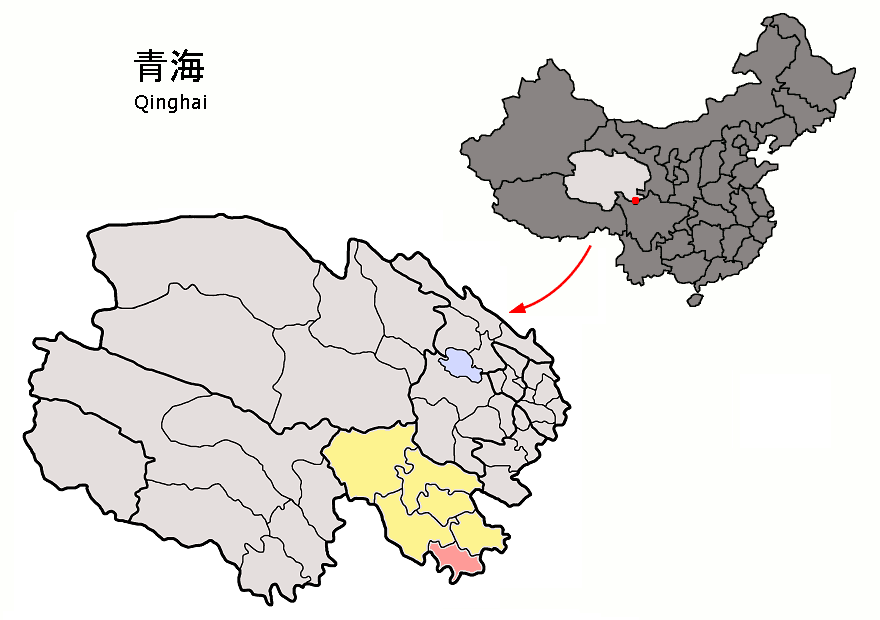
Lage des Kreises Baima (rosa) in Golog (gelb)

Das Kloster wurde vom 2. Dodrubchen Rinpoche Jigme Phüntshog Chungne ( 'jigs med phun tshogs 'byung gnas; 1824–1863) auf einer älteren Klosterstätte gegründet.

## Dodrubchen Rinpoche
Die bekannteste Inkarnationsreihe des Klosters ist die der Dodrubchen Rinpoches (rdo grub chen rin po che) bzw. Dodrub Rinpoches (rdo grub rin po che), die auf Jigme Lingpa zurückgeht:

## Liste der Dodrubchen Rinpoches
- 1. Jigme Thrinle Öser ( 'jigs med phrin las 'od zer; 1745–1821)
- 2. Jigme Phüntshog Chungne ( 'jigs med phun tshogs 'byung gnas; 1824–1863)
- 3. Jigme Tenpe Nyima ( 'jigs med bstan pa'i nyi ma; 1865–1926)
- 4. Thubten Thrinle Pel Sangpo (thub bstan phrin las dpal bzang po; * 1927)[3]  & Rigdzin Tenpe Gyeltshen (rig 'dzin bstan pa'i rgyal mtshan[4]; 1927–1961)
- 5. Longyang[5] & Sungtrul Thupten Lungtok[6]

## Jigme Tenpe Nyima
Die berühmteste Persönlichkeit des Klosters war der 3. Rinpoche dieser Linie namens Jigme Tenpe Nyima (1865–1926), der von Jamyang Khyentse Wangpo (Phowa-Linie) die Übertragung des Longchen Nyingthig ( 'klong chen snying thig) erhielt.

## Denkmal
Das Kloster steht seit 1998 auf der Liste der Denkmäler der Provinz Qinghai.